# Isny im Allgäu
Isny im Allgäu est une ville allemande de Bade-Wurtemberg située dans le district de Tübingen.

## Galerie

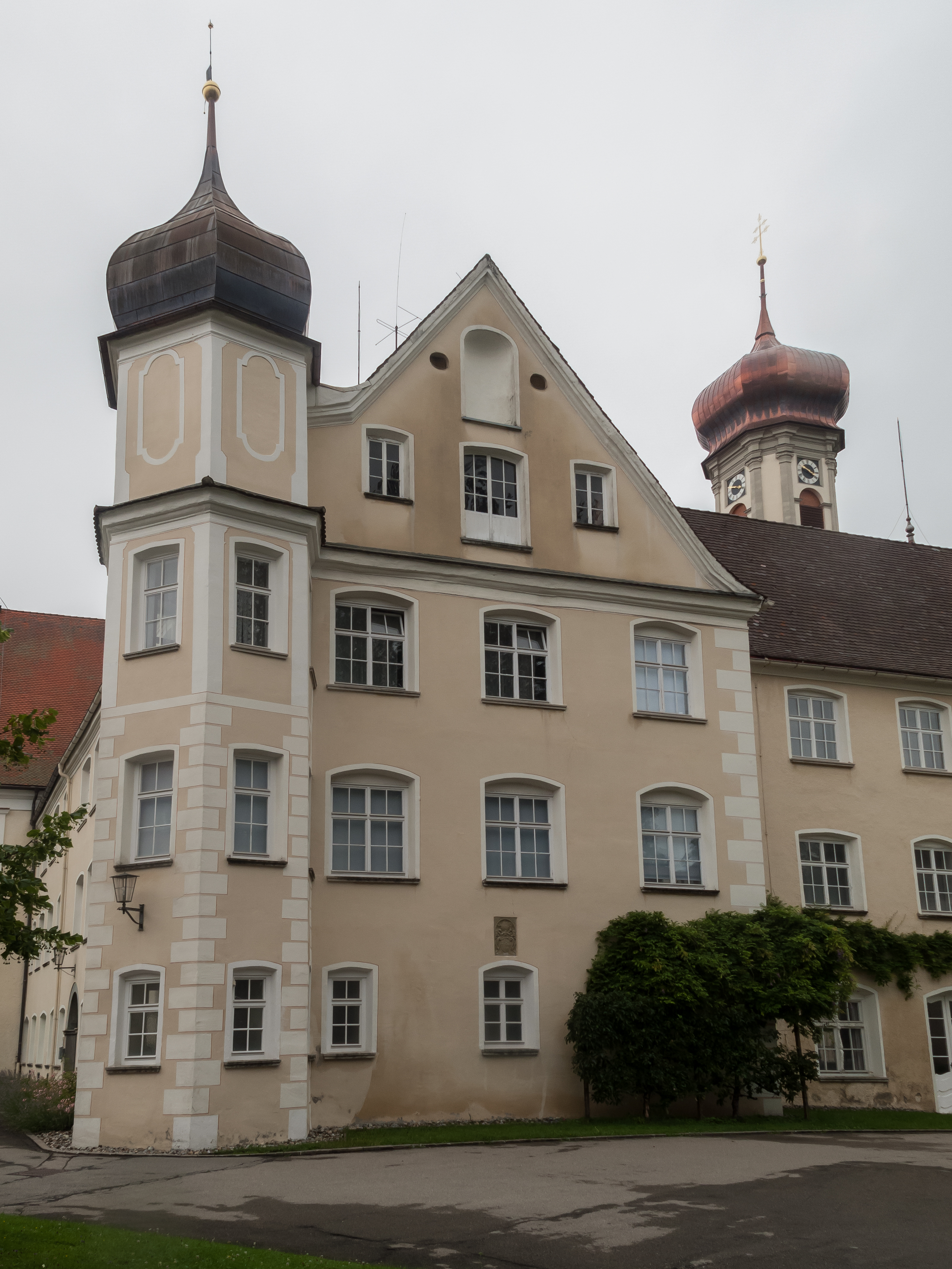
L'ancien monastère bénédictin.
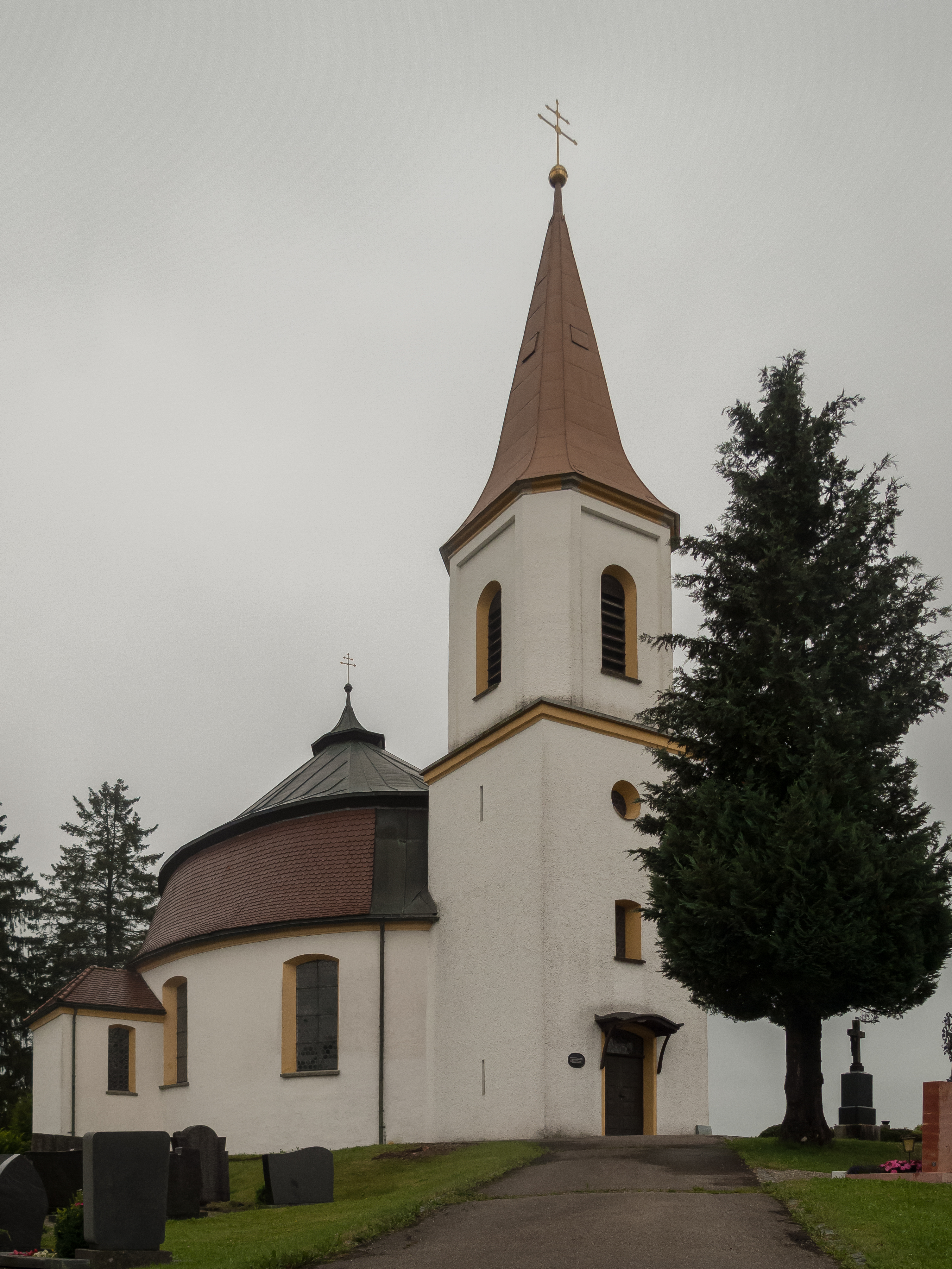
Chapelle : Gottesackerkapelle.
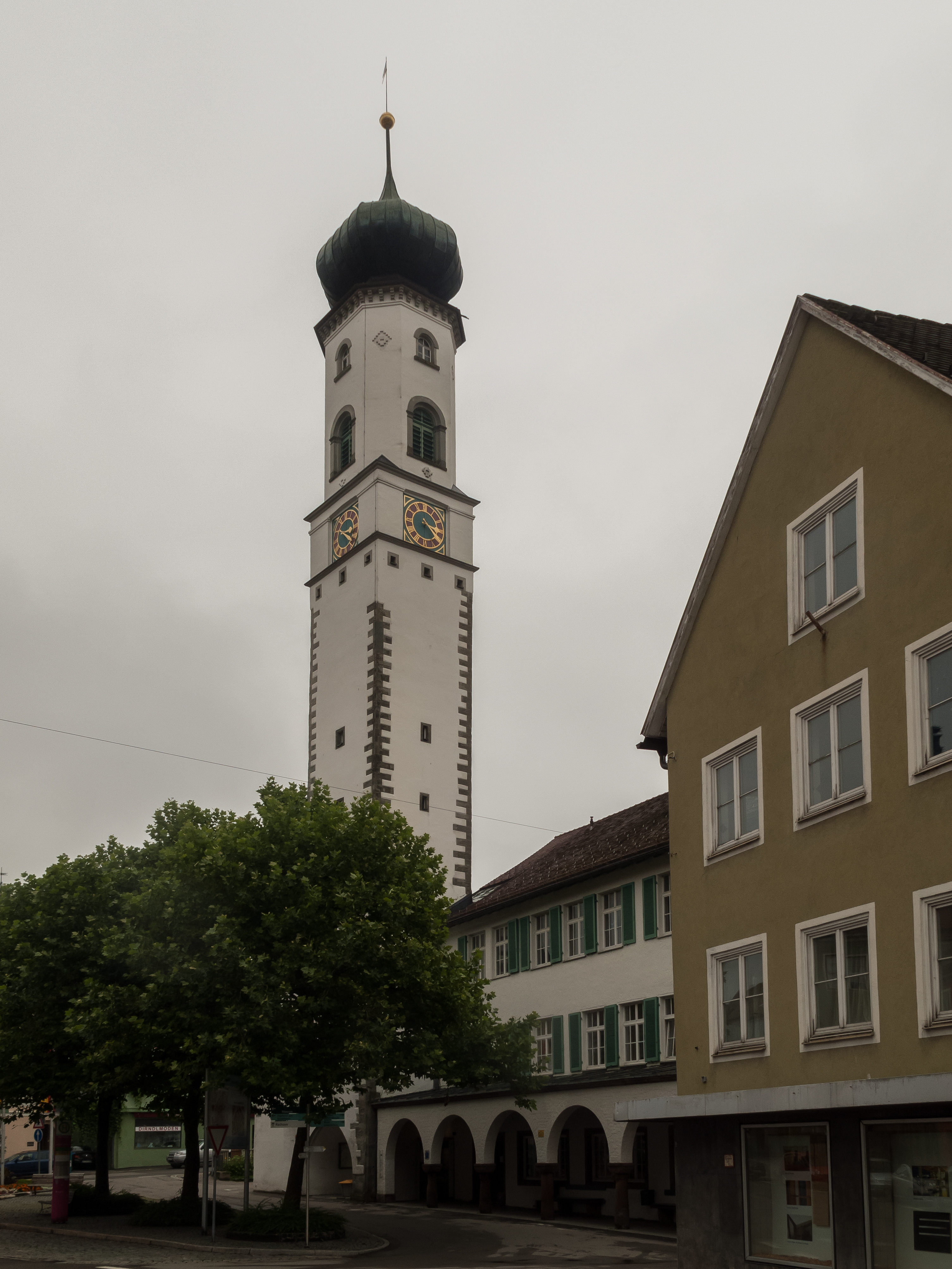
L'ancienne halle aux draps avec tour (der Blaserturm).
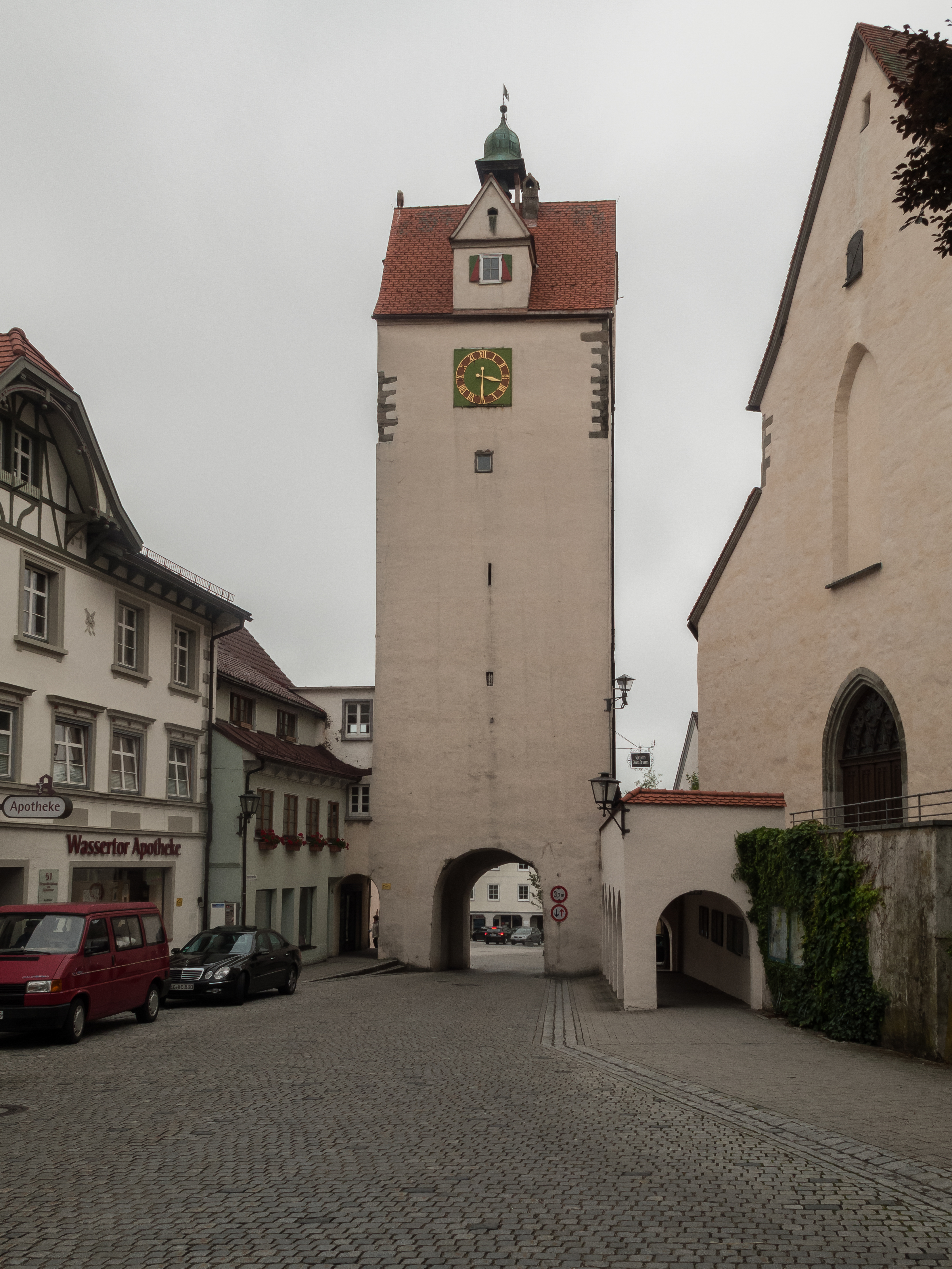
Porte : das Wassertor.

## Jumelages
- Notre-Dame-de-Gravenchon (France) depuis 1972
- Flawil (Suisse) depuis 1997
- Andrychów (Pologne) depuis 1998
- Sotkamo (Finlande) depuis 1998
- Street (Angleterre) depuis 1999

## Personnalités
- Henri d'Isny
- Jean Marbach
- Eugen Felle